# Зішестя Христа в ад

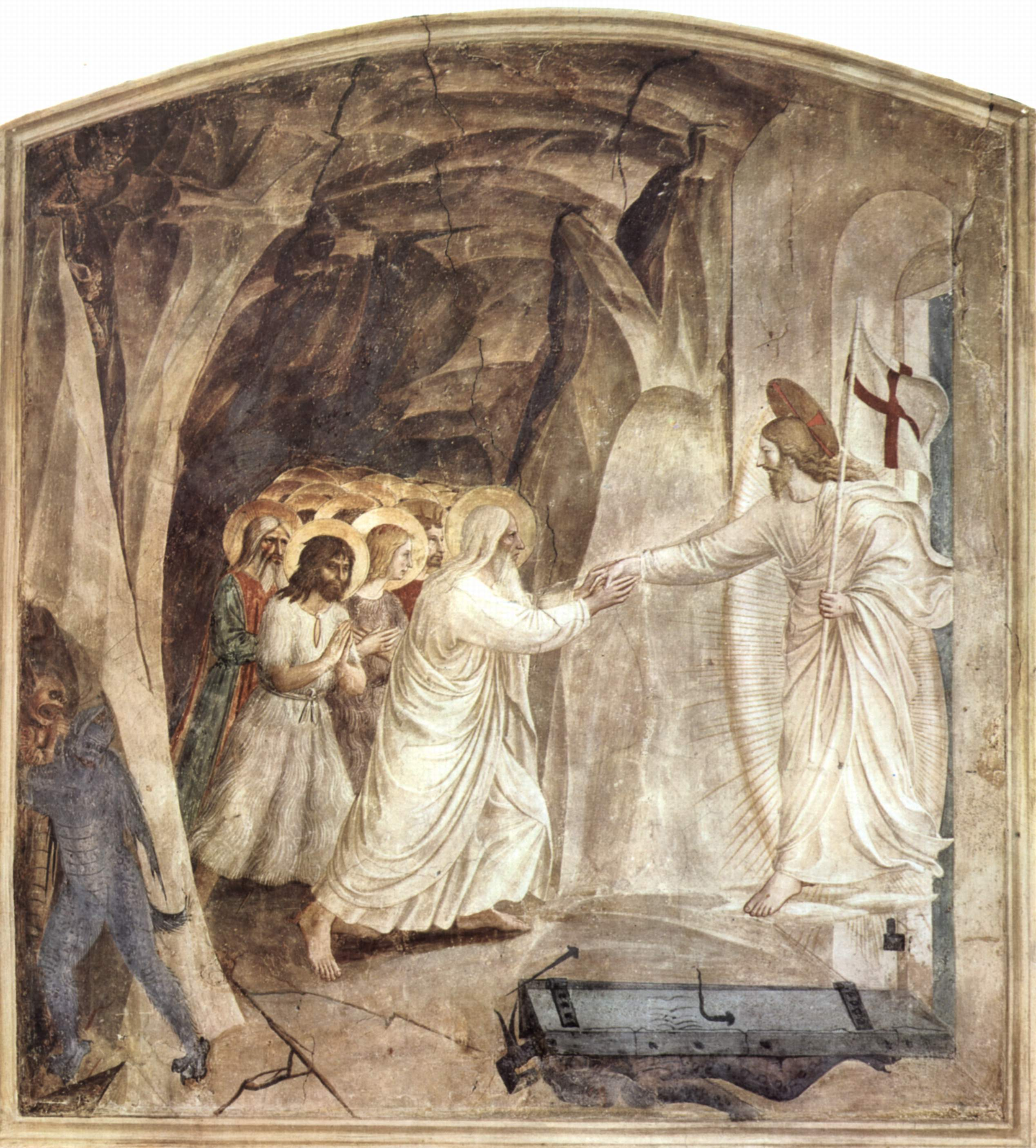
Христос виводить із аду душі праведників
(фреска Фра Анджеліко 1437—1446 рр.)

Зішестя Христа в ад (лат. Descensus Christi ad inferos, грец. Κατελθόντα εἰς τὰ κατώτατα) — подія, що відбулася після розп'яття Ісуса Христа та перед Його Воскресінням. Ісус Христос засягнув в аді праведників, які очікували свого Відкупителя, для того щоб нарешті досягти споглядання Бога. Подолавши Своєю смертю смерть і диявола, «що мав владу смерти», Ісус визволив старозавітних праведників, а також Адама і Єву, які очікували Відкупителя, і відчинив їм двері неба. Зішестя Христа в ад входить в число Страстей Христових. Вважається, що ця подія відбулася на другий день перебування Христа у гробі. Ад (чи відхлань) на відміну від пекла як прокляття — це стан існування всіх тих, чи то праведних, чи лихих, що померли перед Христом. Ця подія відбулася у другий день перебування Христа у гробі, та згадується у богослужіннях Великої Суботи. Замість назви Ад також вживаються у літературі назви Лімб та Шеол.

## Євангельські тексти
Про зішестя Христа у ад євангелісти не завжди прямо говорять, проте вказані слова пророкувань. У канонічних книгах Нового Завіту є згадка апостолами про перебування Христа в аді:
- Апостол Петро у своєму першому посланні говорить про страждання Христа за «неправих» і його проповіді їм у темниці, та про дану їм надію на порятунок:

- У Посланні до ефесян апостол Павло говорить про Ісуса:

- При зверненні Христа до учнів у Євангелії від Матвія:

- При промові апостола Петра у день зіслання Святого духа: